# 椎拳崇
椎 拳崇（しい けんすう、Sie Kensou）は、SNK（SNKプレイモア）のシューティングゲーム『サイコソルジャー』および対戦型格闘ゲーム『ザ・キング・オブ・ファイターズ』シリーズなどに登場する架空の人物。

## キャラクター設定
サイコソルジャー
初登場は麻宮アテナと同じく1987年度制作の『サイコソルジャー』。関西弁を喋る中国人拳法家の少年で、アテナ同様、太古の予言に記された光の戦士であり、彼女と共に世界を破滅に追いやった魔性の怪物・屍愚魔を滅ぼす使命の元に戦う。名前の由来は工学言語の「シーケンス（シークエンス）」のもじり。
本作では2Pキャラクターという位置づけで、使用する技や性能はアテナと全く一緒。唯一違う点としては、アテナは変身時にフェニックスになるのに対して、拳崇は龍に変身する。また、アテナの超能力が先天的に先祖から受け継がれたものに対し、彼のそれは厳しい修行の末に身に付けたもの。アテナ同様、まだ力が不完全で、戦いの中で力を高めていく。
中国拳法を駆使する拳法家という設定は既にこの頃から存在しているが、本作で使用するのは超能力のみで、超能力と拳法を併用するのは『ザ・キング・オブ・ファイターズ』（以下『KOF』と表記）シリーズ以降。また、「龍の気」に関連する設定も『KOF』以降の設定である。アテナとの関係については、アテナ曰く「とっても頼れる助っ人」であり、恋愛関係をにおわすような設定は特に存在していない。また、アテナのことは「アテナはん」と呼んでいる。
服装は緑色の袖なしの拳法着の上下にスニーカー、赤い鉢巻きという容姿。『KOF XII』（以下『XII』と表記）と『KOF XIII』（以下『XIII』と表記）では、こちらに近いデザインに回帰している。
ザ・キング・オブ・ファイターズ
第一作である『KOF'94』（以下『'94』と表記）より麻宮アテナと共にサイコソルジャーチームとして登場。師匠である鎮元斎のもとで修行を重ねて大会に出場している。中国拳法は心意拳を中心としている。性格はややお調子者で、後輩となる包にとっては良い兄貴分、桃子の場合はからかいの対象である。
大阪在住経験があるため、関西弁を話す。そのため、こちらはロバート・ガルシアと違い、本物の関西弁である。なお、『KOF'97』（以下『'97』と表記）と『KOF'98』（以下『'98』と表記）、『KOF'98 ULTIMATE MATCH』（以下『'98UM』と表記）ではロバートとの対戦前に関西弁でのやり取りを行う。
『KOF2000』（以下『2000』と表記）のアナザーストライカー「ケンスウ」は『サイコソルジャー』のものに近い赤いハチマキと緑色の拳法着を着ている。『KOF』での服装はマイナーチェンジを何回か繰り返していて、ほぼGジャンに短パン姿だが、『XII』と『XIII』では『サイコソルジャー』のデザインに近い服装になっている。
好物でありトレードマークとも言うべき肉まんを常に持ち歩き、試合前に慌てて食べては喉を詰まらせたりしている（更には体力回復の効果を持つ超必殺技やストライカー動作にも使われている。これについては後述する）。彼いわく、ピザまんは邪道であるらしい（上記の超必殺技で特定条件で出ることがあり、その場合は体力が回復しない）。
アテナのことは本気で好意を見せようとしているものの、彼女にはなかなか理解してもらえない関係が続いている。しかし、（友人の渡部薫やチームメイトの包なども含めて）悪人以外には敬称を付けるアテナが唯一名前を呼び捨てていることなどから、通常の友人以上には思われている様子がある。アテナや鎮との出会いについては、「元々アテナ・鎮とはそれぞれ交流があり、戦闘能力を高めるための修行を決意した際にアテナと鎮を引き合わせた」とする記述や、「鎮に弟子入りしたあとに道場でアテナと初めて対面した」とする記述があり、はっきりはしていない。
また、アテナのファンから苦情の手紙やカミソリレターを送り付けられるという憂き目に遭っている。しかし、プロフィールの「大切なもの」にもあるように、彼も自身のファンからぬいぐるみを貰ったりしており、多少なりとも人気はあるようである。
アテナと拳崇の2人は超能力を世界平和のために使うべく修行をしているが、拳崇にとってはそれ以上にアテナと共に修行できることが幸せである。それ故、超能力を失った時期は自分の存在理由や修行する意味などに悩み、自己嫌悪と劣等感に苛まれた。彼の持つ超能力を端的に言うと『バビル二世』のような超能力であるとのこと。
『KOF'99』（以下『'99』と表記）で包に超能力を吸い取られたため、同作および『2000』で出場した際には拳法のみで戦っていた。『'99』のエンディングで潜在能力とも言うべき強大な超能力を開放するが、『KOF2001』（以下『2001』と表記）ではそれが「龍の気」と呼ばれる謎の力が関係していることが判明した。その強大さには飛賊の長である龍（ロン）も目を付け、「龍の気に比べればネスツの力など何の魅力もない」と言わしめるほどだが、その全容は謎。『2001』で完全にその超能力を取り戻したが、まだまだ不安定な状態であり、『KOF2003』では更なる高みを求めて修行に励むために欠場する。1年間の修行で「龍の気」をある程度は制御できるようになり（リーダー超必殺技使用時にその片鱗が見られる）、『KOF XI』（以下『XI』と表記）でKOF大会に復帰した。その成長は龍の想像をも超えていたようである。彼自身は自らの持つ強大な力を自覚しているが、力を追い求める余り身を滅ぼした人間たちを見てきたこともあり、その強大な力を敢えて行使しようとはしないなど、精神的な成長も見せている。
アドベンチャーゲーム『ザ・キング・オブ・ファイターズ京』では、草薙京と同じ学校に転校したアテナに日常から付きまとっては京に突っかかり、アテナと肉まんを京に取られた恨みで決闘を申し込んだりと、傍迷惑な性格になっている。しかし一方で京とユキと共に、アテナとダブルデートのような雰囲気になったりと扱いが良い。

## 技の解説

### 通常技
技名が公表されている『'94』 - 『'96』の名称のみ記載。
| 操作                                      | 立ち（近距離）                    | 立ち（遠距離）                        | しゃがみ   | 垂直ジャンプ                            | 前方ジャンプ                            | 後方ジャンプ                            |
| ----------------------------------------- | --------------------------------- | ------------------------------------- | ---------- | --------------------------------------- | --------------------------------------- | --------------------------------------- |
| 弱パンチ                                  | 龍爪                              | 龍爪                                  | 下方龍爪   | 『'95』以前：龍跪膝 『'96』：爪落撃     | 『'95』以前：龍跪膝 『'96』：龍切撃     | 『'95』以前：龍跪膝 『'96』：龍切撃     |
| 強パンチ                                  | 後旋拳                            | 『'95』以前：後旋拳 『'96』：投石双腕 | 下方圏掌   | 龍撃襠                                  | 龍撃襠                                  | 龍撃襠                                  |
| 弱キック                                  | 蹋腿                              | 蹋腿                                  | 前掃腿     | 龍尾脚                                  | 飛腿                                    | 飛腿                                    |
| 強キック                                  | 『'95』以前：前蹋 『'96』：崩槍脚 | 擺脚                                  | 下方後旋腿 | 『'95』以前：大龍尾脚 『'96』：旋風飛腿 | 後旋飛腿                                | 後旋飛腿                                |
| 攻撃避け                                  | 龍旋避                            | 龍旋避                                | -          | -                                       | -                                       | -                                       |
| 『'94』：避け攻撃 『'95』：カウンター攻撃 | 掃踢                              | 掃踢                                  | -          | -                                       | -                                       | -                                       |
| ふっ飛ばし攻撃                            | 打開                              | 打開                                  | -          | 『'94』：後旋飛腿 『'95』以降：脚封翼蹴 | 『'94』：後旋飛腿 『'95』以降：脚封翼蹴 | 『'94』：後旋飛腿 『'95』以降：脚封翼蹴 |
| ダッシュ                                  | 前極走                            | 前極走                                | -          | -                                       | -                                       | -                                       |
| バックステップ                            | 後極走                            | 後極走                                | -          | -                                       | -                                       | -                                       |

### 通常投げ
発勁
『'94』から『'98』まで使用した投げ技。掴んだ相手に気を叩き込んで吹き飛ばす。
寸打
『'99』から『KOF NEOWAVE』まで使用した投げ技。モーション自体は前述の「発勁」と同様だが、気（超能力）を使用していないためエフェクトが異なっている。
巴投げ
『'94』から『XI』まで使用した投げ技。相手を巴投げで投げ飛ばす。
龍炮捶
『XII』から使用している投げ技。掴んだ相手を引き寄せてから突き飛ばす。

### 特殊技
虎撲手
『KOF2002』（以下『2002』と表記）までは両手を振り上げて掌を叩き付ける技。『XI』以降は斜め下に掌底を出す技に変更。
後旋腿
『KOF'95』（以下『'95』と表記）から追加された、斜め上に出すローリングソバット。『'94』では通常技だった。
バク転
『XIII』で追加された技。後方宙返りを行う移動技で、通常技をキャンセルして発動することができる。

### 必殺技
超球弾
頭上で交差した手を左右に振り下ろしてエネルギー弾を発生させる拳崇版の「サイコボールアタック」。発射後の姿勢が低くなるため、偶発的な対空として機能することもある。上記の通り超能力を失った設定のある『'99』と『2000』では使用不可。
龍顎砕
逆立ちして、回転上昇しながら蹴りを繰り出す対空技。
龍連牙 / 龍連牙 地龍
飛び込んでの肘打ちから、もう一度踏み込んで二段蹴りと繋げる三段攻撃。『KOF'96』（以下『'96』と表記）から技名に「地龍」が加えられた。
龍連牙 天龍
「龍連牙」を空中に向かって放つ対空技。『'96』で追加された。
龍爪撃
空中で一瞬止まって体勢を変え、斜め前方に突進して掌底で攻撃する技。初出は『'95』。掌底は『'98』まではエネルギーを纏っていたが、超能力を失った『'99』以降はこのエネルギーが無くなっている（超能力が復活した『2001』以降もエネルギーは無くなったままである。『KOF2002 UNLIMITED MATCH』（以下『2002UM』と表記）では復活）。
龍連打
名前の通り、拳で連打する技（『XI』では蹴りによる攻撃が含まれている）。シリーズによって性能が変わり、『'99』と『2000』以外では「打撃投げ」である。初出の『'97』ではひたすら殴り続けるだけだったが、『'98』以降は最後に組んだ両手で打ち上げるようになった。
箭疾歩
突進しながらの突き手。初出は『'99』。超能力を失った拳崇の「超球弾」に代わる技。超能力が復活した後の『XI』でも使用しており、コマンドが左右逆になったためか突き出す拳も逆になっている。
『餓狼伝説』シリーズのタン・フー・ルーが同名の技を使う。
穿弓腿
片手を地面に着き、真上に向けて蹴りを2回放つ技。相手を空中に浮かせる。初出は『'99』。
SNKキャラクターでは『KOF』の紫苑が同名の技を使うが、見た目や性能が違っている。
龍鱗靠
『2002UM』で裏性能版が使用。一瞬身を引いてから、前進しつつ打撃を打ち込む。出掛かりにはガードポイントがある。
龍倒打
『XII』で追加された技。背を向けて出す打撃技。この技から「鱗徹掌」、「疾空斬龍脚」、「龍顎砕」に派生可能。
鱗徹掌
『XII』で追加された技。屈みながら相手の腹部に突きを入れる。
龍撲鼓
『XII』で追加された技。腰の高さで突きを連打する。
疾空斬龍脚
『XII』で追加された技。低く跳ねて、突進する蹴りを出す。

### 超必殺技
神龍天舞脚
斜め上に飛び上がっての三段蹴りから、着地ざまに「龍顎砕」へと繋げる技。MAX版では体が山吹色に発光して、「龍顎砕」が二連発になる。
神龍凄煌裂脚
横っ飛びでの三段蹴りから「龍顎砕」へと繋げる技で、「神龍天舞脚」のバージョン違い。「神龍天舞脚」とは同じ技の弱強の関係にあるため、MAX版が存在していない。初出は『'96』。
肉まんを食う / 肉まんRESPECT
懐から肉まんを取り出し食べる。初出は『'97』。
『'97』と『'98』（ノーマル版）では体力が回復するが、MAX版では邪道のピザまんを食べてしまい体力回復はしない。
『2002』では「肉まんRESPECT」として登場し、ランダムで効果が変わるバクチ技に変わっている。
仙氣発勁
相手に両手を当てて、膨大な超能力エネルギーを送り込む技。『2001』以降は「仙氣発剄」と表記されている。技名は「発勁（発剄）」となっているが、厳密には別物である。
当初は超巨大な「超球弾」の発射を目指したものの上手くできなかったため、通常サイズの「超球弾」に「発勁」を応用してエネルギーを打ち込み超巨大に膨張させるという形になった。
初出は『'97』で、『'99』と『2000』では使用不可。会得当初は使いこなせていなかったのか、MAX版で放つと自身も吹っ飛んでいた。
超龍連拳
「龍連打」のパワーアップ版。初出は『'99』で、超能力が復活してからは一切使用していない。
醒眼来龍
「龍の気」という謎の力の一部を開放する技。攻撃力が大幅にアップする（この時、MAX版「神龍天舞脚」と同様に体が山吹色に発光）。初出は『2002』。
『2002』および『NW』では小型の「超球弾」をヒットさせ、画面外から戻ってきた球に触れるとパワーアップ。ただし、隙が甚大。ラウンド終了までパワーアップ効果が切れることはない。
『XI』では地面に送り込んだ「気」をヒットさせ、画面外から飛んでくる龍の形をしたエネルギーを吸収するとパワーアップする。パワーアップ効果は一定時間で切れる。
絶招歩法 臥龍砕
『2002UM』における裏性能版のMAX2。「箭疾歩」の動作で突進し、ヒットすると近距離で腕を前方に構え、力を込めた発勁で吹き飛ばす。
裏性能版は超能力が使えない『2000』仕様のため、超能力ではなく、中国拳法における本来の発勁を行っている。
神龍・超球弾
「超球弾」のパワーアップ版。『XII』で追加された。
神龍凄煌拿
「龍撲鼓」のパワーアップ版。『XIII』で追加された。
醒眼 仙氣発勁
『XIII』で使用するNEO MAX超必殺技。目の前に巨大な球体を発生させる。
絶招 千輪掌破
『KOF XIV』で使用するCLIMAX超必殺技。「疾空斬龍脚」がヒットすると側転しながらの連続蹴りを叩き込み、回転足払いで吹き飛ばしてから両手での掌底突き（双掌打）で追い打ちをかける。

## 担当声優
- や乃えいじ（旧名：矢野栄路） - 「KOF」シリーズ（『KOF XIII』まで）
- 要勇人 - 「KOF」シリーズ（『KOF XIV』以降）
- 河西健吾 - 『for GIRLS』[9]

## 関連人物
- 麻宮アテナ - 屍愚魔と戦う宿命を持つ「二人の光戦士」の1人で共に戦う仲間で恋人[要出典]（『サイコソルジャー』）、修行仲間・想い人（『KOF』シリーズ）
- 鎮元斎 - 師匠
- 包 - 後輩、チームメイト
- 桃子 - 後輩、チームメイト
- 龍 - 拳崇の力を狙う飛賊の長
- ロバート・ガルシア - 『KOF』シリーズにおける同じ関西弁キャラクター
- ザ・レッドドラゴン - 『ファイヤースープレックス』に登場するプロレスラーで、拳崇がファンになっている